# رائول، پادشاه فرانک باختری
رائول (فرانسوی: Raoul‎، زاده دهه ۸۹۰ - ۱۵ ژانویهٔ ۹۳۶ (۴۶ سال) دوک بورگوندی و پادشاه فرانک باختری از سال ۹۲۳ تا ۹۳۶ میلادی بود.
رائول شوهر اما، ملکه فرانسه، دختر روبر یکم بود که در سال ۹۲۳ پس از مرگ پدرزنش نبرد سوآسون، به سلطنت رسید و تا زمان مرگ قدرت را در اختیار داشت. پس از او لوئی چهارم فرزند شارل ساده (پادشاه پیشین فرانک) به پادشاهی رسید.